# Ablemma berryi
Ablemma berryi là một loài nhện trong họ Tetrablemmidae.
Loài này thuộc chi Ablemma. Ablemma berryi được Shear miêu tả năm 1978.